# Элис, Альберт
Альберт Хосуэ Элис Мартинес (исп. Alberth Josué Elis Martínez; род. 12 февраля 1996, Сан-Педро-Сула) — гондурасский футболист, вингер. Выступает за сборную Гондураса. Участник Олимпийских игр 2016 года.

## Клубная карьера

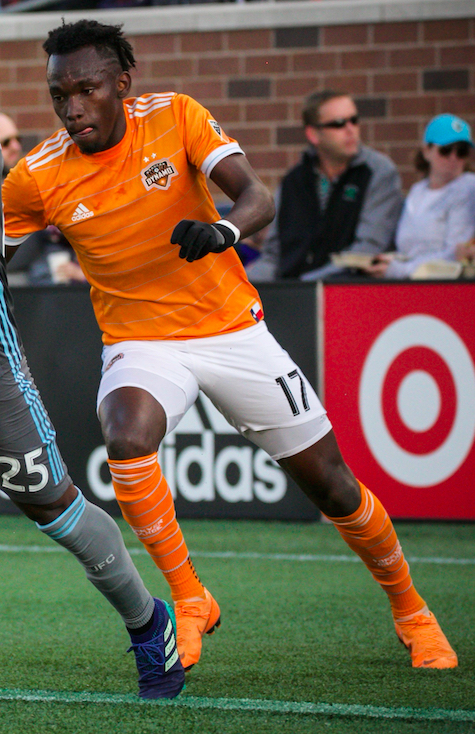
Элис в составе «Хьюстон Динамо»

Элис начал карьеру в клубе «Олимпия». 2 сентября 2013 года в матче против «Мотагуа» он дебютировал в Лиге Насьональ, заменив в конце второго тайма Энтони Лосано. 25 августа 2014 года в поединке против «Марафона» Альберт забил свой первый гол за команду. В том же году он стал чемпионом Гондураса. 6 августа в матче Лиги чемпионов КОНКАКАФ против гайанского «Альфа Юнайтед» он забил единственный гол в матче.
Летом 2016 года Элис перешёл в мексиканский «Монтеррей». В матче против «Тихуаны» он дебютировал в мексиканской Примере.
20 декабря 2016 года Элис был взят в аренду клубом MLS «Хьюстон Динамо» на один год с опцией выкупа. 4 марта 2017 года в матче первого тура сезона против «Сиэтл Саундерс» он дебютировал в американской лиге. 12 марта 2017 года в поединке против «Коламбус Крю» Альберт забил свой первый гол за «Хьюстон Динамо». 13 декабря 2017 года «Динамо» объявило о выкупе Элиса у «Монтеррея». Элис был отобран для участия в Матче всех звёзд MLS 2018.
21 сентября 2020 года Элис перешёл в португальскую «Боавишту». 26 сентября в матче против «Порту» он дебютировал в Сангриш-лиге. 2 ноября в поединке против «Бенфики» Альберт забил свой первый гол за «Боавишты».
24 августа 2021 года Элис был отдан в аренду во французский «Бордо». 3 октября в матче против «Монако» он дебютировал в Лиге 1. 24 октября в поединке против «Лорьяна» Альберт забил свой первый гол за «Бордо». 9 июня 2022 года «Бордо» активировал опцию выкупа Элиса. 30 января 2023 года Элис был арендован клубом «Брест» до конца сезона с опцией выкупа.
24 февраля 2024 года в начале первого тайма матча 26-го тура Лиги 2 против «Генгама» Элис получил травму головы в столкновении с игроком соперника Донасьеном Гомисом. Элис несколько минут лежал неподвижно, после чего игрока на носилках унесли со стадиона и доставили в больницу. Футболист был введён в искусственную кому, ему была сделана операция.

## Международная карьера
В 2013 году в составе юношеской сборной Гондураса Элис принял участие в юношеском чемпионате КОНКАКАФ в Панаме. На турнире он сыграл в матчах против команд США, Кубы и Мексики. В поединке против американцев Альберт забил гол.
В том же году Элис принял участие в юношеском чемпионате мира в ОАЭ. На турнире он сыграл в матчах против команд Узбекистана, Швеции, ОАЭ, Словакии и Бразилии.
В 2015 году Элис был включён в заявку молодёжной сборной Гондураса на участие в молодёжном чемпионате КОНКАКАФ на Ямайке. На турнире он сыграл в матчах против молодёжных команд Кубы,Гаити, Канады, Мексики, Сальвадора и Гватемалы. В поединках против кубинцев, гватемальцев, гаитян и сальвадорцев Альберт забил четыре гола.
Летом того же года Элис принял участие в молодёжном чемпионате мира в Новой Зеландии. На турнире он сыграл в матчах против команд Узбекистана и Фиджи.
10 октября 2014 года в матче товарищеском матче против сборной Мексики Элис дебютировал за сборную Гондураса. 16 декабря 2015 года в поединке против сборной Кубы Альберт сделал «дубль», забив свои первые голы за национальную команду.
В 2016 году в составе олимпийской сборной Гондураса Элис принял участие в Олимпийских играх в Рио-де-Жанейро. На турнире он сыграл в матчах против команд Алжира, Португалии, Аргентины, Южной Кореи, Бразилии и Нигерии. В поединках против корейцев и португальцев Альберт забил по голу.
В 2017 году в составе сборной Элис принял участие в розыгрыше Золотого кубка КОНКАКАФ. На турнире он сыграл в матче против команд Коста-Рики, Французской Гвианы, Канады и Мексики.
В 2019 году Элис был включён в состав сборной Гондураса на Золотой кубок КОНКАКАФ.
Элис был включён в состав сборной на Золотой кубок КОНКАКАФ 2023.

### Голы за сборную Гондураса (до 23)
| #  | Дата            | Место                                | Противник        | Счёт | Результат | Соревнование                           |
| -- | --------------- | ------------------------------------ | ---------------- | ---- | --------- | -------------------------------------- |
| 1. | 4 октября 2015  | Стабхаб Сентер, Карсон, США          | Коста-Рика       | 0:2  | 0:2       | Олимпийская квалификация КОНКАКАФ 2016 |
| 2. | 7 октября 2015  | Дикс Спортинг Гудс Парк, Денвер, США | Мексика          | 1:1  | 2:1       | Олимпийская квалификация КОНКАКАФ 2016 |
| 3. | 10 октября 2015 | Рио Тинто Стэдиум, Санди, США        | США              | 0:1  | 0:2       | Олимпийская квалификация КОНКАКАФ 2016 |
| 4. | 10 октября 2015 | Рио Тинто Стэдиум, Санди, США        | США              | 0:2  | 0:2       | Олимпийская квалификация КОНКАКАФ 2016 |
| 5. | 7 августа 2016  | Энженьян, Рио-де-Жанейро, Бразилия   | Португалия       | 1:0  | 1:2       | Олимпийские игры 2016                  |
| 6. | 13 августа 2016 | Минейран, Белу-Оризонти, Бразилия    | Республика Корея | 0:1  | 0:1       | Олимпийские игры 2016                  |

### Голы за сборную Гондураса
| #   | Дата             | Место                                            | Противник         | Счёт | Результат | Соревнование                       |
| --- | ---------------- | ------------------------------------------------ | ----------------- | ---- | --------- | ---------------------------------- |
| 1.  | 16 декабря 2015  | Хуан Рамон Варгас, Хутикальпа, Гондурас          | Куба              | 1:0  | 2:0       | Товарищеский матч                  |
| 2.  | 16 декабря 2015  | Хуан Рамон Варгас, Хутикальпа, Гондурас          | Куба              | 2:0  | 2:0       | Товарищеский матч                  |
| 3.  | 25 марта 2016    | Кускатлан, Сан-Сальвадор, Сальвадор              | Сальвадор         | 0:1  | 2:2       | Чемпионат мира 2018 (квалификация) |
| 4.  | 13 июня 2017     | Роммель Фернандес, Панама, Панама                | Панама            | 1:2  | 2:2       | Чемпионат мира 2018 (квалификация) |
| 5.  | 1 сентября 2017  | Ато Болдон Стэдиум, Кува, Тринидад и Тобаго      | Тринидад и Тобаго | 0:2  | 1:2       | Чемпионат мира 2018 (квалификация) |
| 6.  | 10 октября 2017  | Олимпико Метрополитано, Сан-Педро-Сула, Гондурас | Мексика           | 1:1  | 3:2       | Чемпионат мира 2018 (квалификация) |
| 7.  | 15 ноября 2017   | Стэдиум Аустралия, Сидней, Австралия             | Австралия         | 3:1  | 3:1       | Чемпионат мира 2018 (квалификация) |
| 8.  | 10 сентября 2019 | Олимпико Метрополитано, Сан-Педро-Сула, Гондурас | Чили              | 1:1  | 2:1       | Товарищеский матч                  |
| 9.  | 17 ноября 2019   | Олимпико Метрополитано, Сан-Педро-Сула, Гондурас | Тринидад и Тобаго | 3:0  | 4:0       | Лига наций КОНКАКАФ 2019/2020      |
| 10. | 17 ноября 2019   | Олимпико Метрополитано, Сан-Педро-Сула, Гондурас | Тринидад и Тобаго | 4:0  | 4:0       | Лига наций КОНКАКАФ 2019/2020      |
| 11. | 6 июня 2021      | Эмпауэр Филд эт Майл Хай, Денвер, США            | Коста-Рика        | 2:1  | 2:2       | Лига наций КОНКАКАФ 2019/2020      |
| 12. | 12 ноября 2021   | Олимпико Метрополитано, Сан-Педро-Сула, Гондурас | Панама            | 1:0  | 2:3       | Чемпионат мира 2022 квалификация   |

## Достижения
Командные
 «Олимпия»
- Чемпион Гондураса: клаусура 2014, клаусура 2015, клаусура 2016
- Обладатель Кубка Гондураса: 2015
- Обладатель Суперкубка Гондураса: клаусура 2014

 «Хьюстон Динамо»
- Обладатель Открытого кубка США: 2018

Индивидуальные
- Лучший молодой игрок Лиги чемпионов КОНКАКАФ: 2015/16[51]
- Участник Матча всех звёзд MLS: 2018